# Cantó de Limonha de Carcin
El cantó de Limonha de Carcin és un cantó francès del departament de l'Òlt, a la regió d'Occitània. Està inclòs en el districte de Cahors, té 12 municipis i el cap cantonal és Limonha de Carcin.

## Municipis
- Bèlregard
- Calvinhac
- Senebièras
- Concòts
- La Ramièra
- Limonha de Carcin
- Luganhac
- Promilhanas
- Salhac
- Sant Martin Laboval
- Varaire
- Vidalhac

## Història
| Data d'elecció                           | Identitat       | Partit | Qualitat |
| ---------------------------------------- | --------------- | ------ | -------- |
| 1976-1988                                | Jacques Rouquié | PS     |          |
| 1988-                                    | Gérard Amigues  | PS     |          |
| les dades anteriors no són pas conegudes |                 |        |          |
|                                          |                 |        |          |

## Demografia
| 1962  | 1968  | 1975  | 1982  | 1990  | 1999  | 2006  |
| ----- | ----- | ----- | ----- | ----- | ----- | ----- |
| 2.803 | 3.026 | 2.801 | 2.832 | 2.756 | 2.911 | 3.099 |